# Le Meix-Tiercelin
Le Meix-Tiercelin é uma comuna francesa na região administrativa do Grande Leste, no departamento de Marne. Estende-se por uma área de 19.41 km², e possui 171 habitantes, segundo o censo de 2018, com uma densidade de 8.8 hab/km².